# Philippe Descola
Philippe Descola va nàixer el 19 de juny de 1949 a París. És un antropòleg francès dels principals representants del corrent post-estructuralista i deixeble de Lévi Strauss, tutor de la seva tesi doctoral. Ha centrat les seves investigacions a la amazonia equatoriana, sobretot amb els Shuar.

## Biografia
Va estudiar filosofia a École Normale Supérieure i etnologia a la École Pratique des Hautes Études. Especialista en pobles indígenes de la Amazonia dedicant-se especialment als mètodes i tipus de socialització de la natura centrant-se en els jíbaros Achuar de Ecuador el 1979. El 1984 va començara fer de conferenciant a la Hautes Etudes en Sciences Sociales essent després director d'estudis el 1989. Va ser nomenat professor de la càtedra d'antropologia de la natura al collège de France el 2000.
La gran preocupació i tema de recerca de Descola ha sigut el dualisme societat-natura i com superar-lo, estudiant la relació d'altres societats amb aquesta. Descola destaca per la seva darrera obra Par-delà la nature et culture on proposa una teoria dels modes d'identificació, amb la que expressa que creu que els humans, sigui quin sigui llur context històric i cultural, han desenvolupat quatre tipus d'ontologia: el naturalisme, l'animisme, el totemisme i l'analogisme. Per Descola, doncs, no existeixen altres modes classificatoris per als éssers humans, la cosmovisió de qualsevol poble es vincula a un d'ells. Per defensar-se de les crítiques, argumenta que algunes institucions poden ser híbrides. Diu també, que aquests quatre esquemes són presents a cada individu però que un ressalta per sobre de tots i es fa visible. També destaca per ser un dels redactors del diccionari d'antropologia i etnografia, una eina que des de llavors s'ha convertit en un dels manuals de referència de l'antropologia social i cultural que ha estat traduït a l'espanyol, italià, romanès, i àrab.
Degut a la seva exitosa carrera acadèmica, Descola ha rebut diverses condecoracions. Va rebre la medalla d'or del CNRS el 2012, el Premi Edouard Bonnefous de l'Acadèmia de les Ciències Morals i Polítiques a 2011 i la medalla de plata del CNRS a 1996. És oficial de la Legió d'Honor francesa (2010) i l'Ordre Nacional del Mèrit (2004), i Cavaller de l'Orde de les Palmes acadèmiques francesa (1997). A més a més, també és membre estranger de l'Acadèmia Britànica i l'Acadèmia Americana de les Arts i les Ciències.
És un dels 20 copresidents de l'Associació per a la Defensa de la Terra, suport econòmic dels Alçaments de la Terra.